# The World Starts Tonight
The World Starts Tonight är att album av Bonnie Tyler som gavs ut år 1977.

## Spårlista
1. "Got So Used To Loving You"
2. "Love of a Rolling Stone"
3. "Lost in France"
4. "Piece of My Heart"
5. "More Than a Lover"
6. "Give Me Your Love"
7. "The World Starts Tonight"
8. "Here's Monday"
9. "Love Tangle"
10. "Let the Show Begin"
11. "Rain and Fire"